# Klijet
Klijet (kajkavski: klet) tradicionalni je oblik pučke arhitekture karakterističan za područje sjeverozapadne i kontinentalne Hrvatske i Slovenije. Predstavlja gospodarsko-boravišni objekt koji se najčešće nalazi u sklopu vinograda i jedan je od prepoznatljivih simbola Hrvatskog zagorja i Prigorja.

## Namjena i karakteristike
Primarna namjena klijeti je skladištenje vinogradarskog alata, vinarskog posuđa i pribora te opreme za proizvodnju vina. U njima se čuvaju različiti vinarski pribor kao što su: bačva zapremine do 1000 litara, preša za grožđe, drvena posuda za transport grožđa (puta), pomagalo za gnječenje grožđa (moštalka), drveno strugalo za čišćenje bačvi (grebljica), demižoni i boce.

## Društvena uloga
Osim gospodarske funkcije, klijeti su tradicionalno služile kao: sklonište tijekom poljoprivrednih radova, mjesto okupljanja i druženja, posebice muškaraca, prostor za odmor i opuštanje te boravište tijekom berbe grožđa. U selu Starigrad kraj Koprivnice sačuvana je klijet u kojoj je hrvatski književnik Antun Nemčić napisao svoje najznačajnije djelo „Putositnice”. Križevački štatuti vezani su za druženje u klijetima.

## Kulturno-povijesni značaj
Posebno vrijedan primjer tradicijske gradnje klijeti su Obreške kleti, koje se nalaze se na području poznatom kao Ilica, na potezu između naselja Vukovec i Hižanovec u potkalničkom kraju. Mnoge klijeti na tom području, izgrađene krajem 19. i početkom 20. stoljeća, zaštićene su kao kulturno dobro zbog svoje povijesne i etnološke vrijednosti. Građene su pretežno od drveta i kamena, a karakterizira ih tradicionalni način gradnje.

## Suvremena upotreba
U novije vrijeme, mnoge su klijeti preuređene u vikendice koje služe za odmor i rekreaciju. Na području Hrvatskog zagorja i Prigorja uz okolna područja nalazi se nekoliko tisuća takvih objekata koji svjedoče o dugoj tradiciji vinogradarstva i važnosti vinske kulture u tom kraju. Zbog svoje brojnosti i kulturnog značaja, klijeti su postale jedan od prepoznatljivih simbola zagorskog kraja.

## Galerija
- Klijeti u Prigorju.
- Klijet u Sloveniji sagrađena 1880. godine.
- Klijet u Sloveniji 1954.
- Klijet u Sloveniji 1961.